# Élections législatives nauruanes de 2016
Des élections législatives à Nauru ont lieu le 9 juillet 2016. Il s'agit de renouveler l'ensemble des dix-neuf députés du Parlement (monocaméral), à l'issue d'une législature de trois ans. Les élections législatives, au suffrage universel direct, sont suivies de l'élection du président de la République par les députés.
Malgré d'importantes controverses autour de dérives autoritaires du gouvernement, les députés de la majorité sortante obtiennent de bons résultats. Baron Waqa est réélu président de la République par les députés le 13 juillet.

## Système électoral
Il n'y a pas de partis politiques à Nauru, les députés s'associant néanmoins pour former une majorité et une opposition. Le droit de vote est ouvert à tous les citoyens âgés d'au moins 20 ans. Voter est obligatoire – tout comme en Australie, l'ancienne puissance coloniale. La non-participation est punie en principe par une amende de 6 A$.
Le système électoral, communément appelé « système Dowdall », est un système de vote préférentiel. L'électeur doit indiquer un ordre de préférence pour tous les candidats dans sa circonscription. Son bulletin de vote n'est valide que s'il a assigné un ordre de préférence à chaque candidat. Le candidat qu'il classe premier reçoit une voix pleine ; celui qu'il classe second reçoit une demi-voix (0,5 voix) ; celui qu'il classe troisième reçoit un tiers de voix (0,33 voix), et ainsi de suite. Les circonscriptions étant plurinominales, plusieurs députés sont élus par circonscription.
Le nouveau Parlement devra élire un président du Parlement parmi ses membres, puis un président de la République, également parmi ses membres. Le président de la République nommera alors des députés aux divers postes de ministres. Le président de la République, à la fois chef de l'État et du gouvernement, conserve son siège de député ; il en va de même pour ses ministres.

## Contexte
À l'issue des élections de 2013, Baron Waqa, candidat de l'opposition sortante, est élu à la présidence de la République. La législature 2013-2016 est marquée par de grandes tensions politiques, l'opposition accusant le gouvernement de dérives dictatoriales. 

### Expulsion de juges et restrictions sur les journalistes étrangers
En janvier 2014, le gouvernement expulse subitement et sans explication le seul magistrat présent dans le pays, Peter Law (de nationalité australienne). Lorsque le juge en chef de Nauru, Geoffrey Eames (également de nationalité australienne) ordonne que Law soit autorisé à rester dans le pays, il se voit à son tour interdit de séjour. Eames dénonce une interférence politique dans le cours de la justice, puisque Law avait été sur le point de juger des demandeurs d'asile, détenus à Nauru pour le compte de l'Australie et accusés d'émeute et de dégradation de leur centre de détention. L'opposition nauruane accuse le gouvernement Waqa de vouloir empêcher le fonctionnement de la justice après avoir muselé les médias locaux et empêché la venue de journalistes étrangers. Ce même mois, le gouvernement Waqa a en effet décrété une hausse de 400% des frais de dossier pour toute demande de visa par un journaliste étranger (8 000 A$, ce qui équivaut à plus de 5 600 €). Simultanément, la compagne australienne du député d'opposition Roland Kun voit son permis de séjour subitement révoqué par les autorités. Quelques jours plus tard, la majorité parlementaire introduit une législation rétroactive permettant au gouvernement de déporter immédiatement et sans appel tout étranger présent dans le pays ; cette loi est alors appliquée à l'Australien Rod Henshaw, conseiller du gouvernement précédent, accusé lui aussi d'être trop proche de l'opposition. Le gouvernement a dès lors « le pouvoir absolu de déporter n'importe qui sans indiquer de raison et sans recours aux tribunaux »,. En mars le juge en chef Geoffrey Eames démissionne, accusant le gouvernement d'avoir violé la séparation des pouvoirs et l'indépendance de la justice.

### Suspension puis arrestation de députés d'opposition
Sur proposition du ministre de la Justice David Adeang, le Parlement en mai 2014 vote la suspension de trois députés d'opposition (Kieren Keke, Roland Kun et Mathew Batsiua), au motif qu'ils ont critiqué le gouvernement auprès des médias étrangers, et auraient ainsi nui à la réputation internationale du pays. Kieren Keke répond en accusant la majorité parlementaire de vouloir faire taire toute critique, et de dérive vers une dictature. Début juin, deux autres députés d'opposition (Squire Jeremiah et Sprent Dabwido) sont exclus à leur tour pour la même raison. Fin juin, alors que ces cinq députés restent suspendus, le président du Parlement, Ludwig Scotty, affirme que leurs critiques contre le gouvernement s'apparentent à de la « haute trahison ». Le président de la Cour suprême ayant été expulsé du pays par le gouvernement, ces députés n'ont pas de recours pour contester leur exclusion. Le président Waqa dispose dès lors d'un Parlement soumis, où les douze députés de sa majorité ne côtoient plus que deux députés d'opposition (Riddell Akua et Marcus Stephen),.
En mai 2015, le gouvernement fait bloquer l'accès à Facebook dans le pays. Une semaine plus tard, le Parlement amende le code pénal et crée un délit d'incitation à la « haine politique » par des propos « menaçants, injurieux ou insultants » ; ce délit peut être puni de sept ans de prison. L'opposition exprime son inquiétude, estimant que ces mesures visent à décourager ou à empêcher tout débat politique, et toute critique du gouvernement. Les cinq députés d'opposition, qui demeurent suspendus du Parlement, estiment qu'il sera difficile pour eux de faire campagne pour les élections de 2016 dans ce cadre.
En juin 2015, la Australian Broadcasting Corporation (ABC) révèle que Baron Waqa, David Adeang et plusieurs autres députés les soutenant auraient reçu entre eux plusieurs centaines de milliers de dollars australiens en pots-de-vin de la part de la compagnie australienne de commerce de phosphate Getax en 2009 et en 2010. Ces sommes étaient destinées à les aider dans leur conquête du pouvoir, afin qu'ils mettent en œuvre des politiques favorables à Getax. Dans un e-mail consulté par la ABC, Adeang promet d'œuvrer pour que Getax obtienne le plein contrôle sur les réserves de phosphate de Nauru, qui était alors considérées comme un bien public. C'est l'« affaire Getax ».
Le 16 juin 2015, plus de trois cents personnes manifestent à Nauru pour demander la levée de la suspension des cinq députés d'opposition, interdits d'entrée au Parlement depuis plus d'un an pour avoir critiqué le gouvernement. Le gouvernement décrit la manifestation comme une émeute, affirmant que les manifestants ont brisé des vitres du Parlement et blessé dix policiers en leur jetant des pierres. Le député d'opposition Mathew Batsiua est arrêté et placé en détention pour être entré dans l'enceinte du Parlement. Le député d'opposition Roland Kun, installé en Nouvelle-Zélande avec sa famille depuis sa suspension du Parlement, est présent à Nauru au moment de la manifestation mais n'y participe pas. Le lendemain néanmoins, alors qu'il s'apprête à s'envoler vers la Nouvelle-Zélande pour rejoindre sa famille, le gouvernement Waqa révoque son passeport, lui interdisant de quitter Nauru. Les autorités lui reprochent un entretien qu'il a accordé aux médias australiens une semaine plus tôt. Le 19 juin, les députés d'opposition Squire Jeremiah et Sprent Dabwido sont arrêtés à leur tour pour avoir participé à la manifestation.
Fin juin, le gouvernement néo-zélandais, l'Union européenne et l'Union inter-parlementaire s'inquiètent publiquement de ces développements. Ils appellent le gouvernement nauruan à respecter la liberté d'expression, le droit des citoyens de s'informer, le droit de l'opposition parlementaire de fonctionner, ainsi que les normes internationales de droits de l'homme. Le 2 juillet la Chambre des représentants de Nouvelle-Zélande adopte à l'unanimité une motion introduite par le député vert Kennedy Graham exprimant leur « inquiétude » au sujet des actions du gouvernement nauruan : « soupçon d'interférence envers le pouvoir judiciaire, la suspension des députés d'opposition, l'annulation des passeports de députés d'opposition, et l'abrogation de droits civils et politiques ». En septembre, le gouvernement de Nouvelle-Zélande suspend son aide financière au secteur judiciaire de Nauru, en raison du non-respect des règles d'un État de droit par le gouvernement Waqa / Adeang.
En décembre, le député d'opposition Mathew Batsiua, toujours suspendu, accuse le gouvernement Waqa de distribuer de l'argent public à des électeurs pour acheter leur soutien en vue des élections. Il suggère en outre que ce gouvernement a institué un climat d'intimidation pour dissuader les citoyens d'exprimer tout point de vue critique.

### Nouvelles restrictions
Début février 2016, le gouvernement adopte une loi obligeant tout fonctionnaire qui souhaite se porter candidat aux élections à démissionner de son emploi trois mois auparavant. Officiellement, cette mesure vise à éviter les abus de pouvoir durant la campagne électorale. L'opposition, toutefois, dénonce ce qu'elle perçoit comme une mesure destinée à dissuader les candidatures d'opposants au gouvernement, dans un pays où l'État demeure le principal employeur, et où les candidats seraient ainsi privés de salaire pendant trois mois. La loi est abrogée en mai, après néanmoins la démission d'une vingtaine de fonctionnaires qui souhaitent se porter candidats.
Début mars, le gouvernement interdit à tout citoyen d'Australie ou de Nouvelle-Zélande de visiter le pays, à moins d'une lettre d'un citoyen nauruan se portant garant de leur bonne conduite. La décision intervient alors que le gouvernement tente d'empêcher tout accès de journalistes étrangers ou d'organisations des droits de l'homme au centre de détention de migrants sur l'île.
En mars également, le gouvernement multiplie par vingt les frais de candidature à l'élection. L'opposition, qui demeure suspendue du Parlement depuis 2014, dénonce une nouvelle mesure de dissuasion visant à permettre au gouvernement de conserver le pouvoir. En juin, alors que des candidats potentiels menacent de saisir la justice, le gouvernement fait marche arrière, et ne multiplie les frais de candidature que par cinq au lieu de par vingt (les portant à $A 500).

## Campagne électorale
Pour la première fois depuis plus d'une décennie, des observateurs étrangers, mandatés par le Commonwealth des nations, assistent au déroulement du scrutin. Ils sont menés par l'ancien président de la république des Kiribati, Anote Tong.
Moins d'une semaine avant les élections, les candidats d'opposition affirment que la police leur interdit d'organiser des meetings publics, et que le gouvernement a interdit aux médias nauruans de leur parler ou de diffuser leur campagne. Après leur plainte auprès de l'équipe des observateurs étrangers, les médias acceptent de diffuser les spots de campagne des candidats d'opposition. 

## Résultats par circonscription
Les résultats sont les suivants. Le gouvernement conserve onze de ses douze sièges ; seul Ludwig Scotty, président du Parlement sortant, perd son siège. À l'inverse, l'opposition sortante ne conserve que deux de ses sept sièges, avec les victoires de Kieren Keke à Yaren et Riddell Akua à Anabar.
Charmaine Scotty demeure la seule femme députée. Seules trois autres femmes s'étaient portées candidates, sans succès.

### Yaren
Bulletins: non-communiqué. Dont suffrages exprimés: non-communiqué.
| Candidat | Candidat         | Voix    | Résultat | Remarques                                                                                       |
| -------- | ---------------- | ------- | -------- | ----------------------------------------------------------------------------------------------- |
|          | Charmaine Scotty | 340,033 | réélue   | Ministre sortante de l'Intérieur, de l'Éducation et de la Jeunesse, et de la Gestion des terres |
|          | Kieren Keke      | 219,667 | réélu    | Député d'opposition sortant. Suspendu du Parlement depuis mai 2014.                             |
|          | Robbie Eoe       | 203,95  |          |                                                                                                 |
|          | John MacKay      | 167,15  |          |                                                                                                 |
|          | Daigon Julius    | 158,85  |          |                                                                                                 |
|          | Brian Amwano     | 144,783 |          |                                                                                                 |

### Boe
Bulletins: 579. Dont suffrages exprimés: 569.
| Candidat | Candidat         | Voix    | Résultat | Remarques                                                           |
| -------- | ---------------- | ------- | -------- | ------------------------------------------------------------------- |
|          | Asterio Appi     | 248,633 | élu      |                                                                     |
|          | Baron Waqa       | 246,134 | réélu    | Président de la République sortant.                                 |
|          | Mathew Batsiua   | 225,752 | battu    | Député d'opposition sortant. Suspendu du Parlement depuis mai 2014. |
|          | Mike Dagioro     | 203,688 |          |                                                                     |
|          | Abraham Aremwa   | 164,008 |          |                                                                     |
|          | Dale Cecil       | 144,567 |          |                                                                     |
|          | Geoffrey Harris  | 139,807 |          |                                                                     |
|          | Eandwick Capelle | 129,773 |          |                                                                     |
|          | Kinza Clodumar   | 109,217 |          | Ancien président de la République (1997-1998)                       |

### Ewa/Anetan
Bulletins: 800. Dont suffrages exprimés: 781.
| Candidat | Candidat          | Voix    | Résultat | Remarques |
| -------- | ----------------- | ------- | -------- | --- |
|          | Sean Oppenheimer  | 354,067 | élu      | |
|          | Cyril Buraman     | 326,399 | réélu    | Député de la majorité sortante. |
|          | Marcus Stephen    | 298,767 | battu    | Député de l'opposition sortante, l'un des deux seuls autorisés à siéger à partir de 2014. Ancien président de la République (2007-2011). |
|          | Antonius Atuen    | 288,586 |          | |
|          | Geoffrey Thoma    | 222,892 |          | |
|          | Fabian Ika        | 207,881 |          | |
|          | Landon Deireragea | 178,796 |          | Ancien député de cette circonscription de 2008 à 2013.                                                                                   |
|          | Darryl Tom        | 159,882 |          | |

### Aiwo
À Aiwo, la Cour suprême reporte au 11 juillet la tenue de l'élection, un candidat ayant formulé un recours à la suite de sa non-inscription par la Commission électorale,. 
Bulletins: 685. Dont suffrages exprimés: 673.
| Candidat | Candidat      | Voix    | Résultat | Remarques |
| -------- | ------------- | ------- | -------- | --- |
|          | Milton Dube   | 395,567 | réélu    | Membre de la majorité parlementaire sortante.                                                                                |
|          | Aaron Cook    | 391,35  | réélu    | Ministre sortant du Commerce, de l'Industrie et de l'Environnement, de la RONPHOS, et de la Nauru Rehabilitation Corporation |
|          | Dantes Tsitsi | 291,517 |          | Ancien député de cette circonscription (2007-2010)                                                                           |
|          | Lance Agir    | 238,067 |          | |
|          | Preston Thoma | 220,933 |          | |

### Buada
Bulletins: 580. Dont suffrages exprimés: 577.
Roland Kun, député d'opposition sortant, suspendu du Parlement depuis mai 2014 et interdit de sortie du territoire, ne se représentait pas. Son passeport nauruan étant toujours confisqué, la Nouvelle-Zélande lui accorde la citoyenneté néo-zélandaise, lui fait parvenir un passeport néo-zélandais, et il quitte Nauru le 11 juillet.
| Candidat | Candidat           | Voix    | Résultat | Remarques |
| -------- | ------------------ | ------- | -------- | --- |
|          | Shadlog Bernicke   | 361,75  | réélu    | Ministre sortant de la Nauru Phosphate Royalties Trust, des Télécommunications, et de la Nauru Utilities Corporation |
|          | Jason Bingham Agir | 306,083 | élu      | |
|          | Sean Halstead      | 271,417 |          | |
|          | Linkbelt Detanebe  | 262,833 |          | |

### Anabar/Ijuw/Anibare
Bulletins: 603. Dont suffrages exprimés: 595.
| Candidat | Candidat       | Voix    | Résultat | Remarques                                                                                 |
| -------- | -------------- | ------- | -------- | ----------------------------------------------------------------------------------------- |
|          | Riddell Akua   | 263,531 | réélu    | Député d'opposition sortant, l'un des deux seuls autorisés à siéger à partir de 2014.     |
|          | Jaden Dogireiy | 254,036 | élu      |                                                                                           |
|          | Ludwig Scotty  | 247,786 | battu    | Président du Parlement sortant. Ancien président de la République (2003, puis 2004-2007). |
|          | Pyon Deiye     | 224,664 |          |                                                                                           |
|          | Jeb Bop        | 212,038 |          |                                                                                           |
|          | Dawson Agege   | 173,076 |          |                                                                                           |
|          | Corey Menke    | 167,274 |          |                                                                                           |

### Meneng
Bulletins: 1 133. Dont suffrages exprimés: 1 102.
| Candidat | Candidat                 | Voix    | Résultat | Remarques |
| -------- | ------------------------ | ------- | -------- | --- |
|          | Lyn-Wannan Kam           | 519,022 | réélu    | Député de la majorité sortante.                                                                                          |
|          | Lionel Aingimea          | 436,223 | élu      | |
|          | Vodrick Detsiogo         | 337,260 | élu      | |
|          | Sprent Dabwido           | 324,603 | battu    | Député de l'opposition sortante ; suspendu du Parlement depuis juin 2014. Ancien président de la République (2011-2013). |
|          | Squire Jeremiah          | 304,608 | battu    | Député de l'opposition sortante ; suspendu du Parlement depuis juin 2014.                                                |
|          | Robert Timothy           | 282,412 |          | |
|          | Elvin Brechtefeld        | 246,853 |          | |
|          | Deci Temaki              | 238,338 |          | |
|          | Rykers Solomon           | 219,452 |          | Député de cette circonscription de 2007 à 2013.                                                                          |
|          | Bweresalias Bruce Temaki | 213n008 |          | |

### Ubenide
Bulletins: 1 579. Dont suffrages exprimés: 1 505.
| Candidat | Candidat                | Voix    | Résultat | Remarques                                                                          |
| -------- | ----------------------- | ------- | -------- | ---------------------------------------------------------------------------------- |
|          | David Adeang            | 542,361 | réélu    | Ministre assistant le président et ministre des Finances et de la Justice sortant. |
|          | Ranin Akua              | 497,212 | réélu    | Député de la majorité sortante.                                                    |
|          | Russ Kun                | 467,146 | réélu    | Député de la majorité sortante.                                                    |
|          | Valdon Dowiyogo         | 423,673 | réélu    | Ministre de la Santé, des Transports, du Sport, et des Pêcheries sortant.          |
|          | Reagan Aliklik          | 358,646 |          |                                                                                    |
|          | Vyko Adeang             | 349,662 |          |                                                                                    |
|          | Gabrissa Hartman        | 346,869 |          |                                                                                    |
|          | David Pierre Detageauwa | 297,106 |          |                                                                                    |
|          | Frederick Pitcher       | 275,993 |          | Ancien président de la République (brièvement) en novembre 2011.                   |
|          | Aloysius Amwano         | 248,713 |          | Anciennement député de 1998 à 2001 et de 2008 à 2013.                              |
|          | Fabian Ribauw           | 247,238 |          |                                                                                    |
|          | Albert Teimitsi         | 224,315 |          |                                                                                    |
|          | David Dowiyogo          | 214,539 |          |                                                                                    |
|          | Kay Aliklik             | 212,834 |          |                                                                                    |
|          | Darnard Dongobir        | 180,759 |          |                                                                                    |

## Élection du président de la République
Le Parlement s'assemble le 13 juillet. Les nouveaux députés rejoignent tous la majorité présidentielle, permettant à Baron Waqa d'être réélu président de la République par seize voix contre deux, face au candidat d'opposition Riddell Akua. Cyril Buraman est élu président du Parlement,. Peu après, le nouveau député Sean Oppenheimer rejoint les bancs de l'opposition, portant le nombre des députés d'opposition à trois (Riddell Akua, Kieren Keke et lui).

## Suites
Le 9 décembre, Valdon Dowiyogo, député d'Ubenide et ministre des Transports et de la Santé en exercice, décède subitement à l'âge de 48 ans lors d'un voyage en Russie. Le 19 janvier 2017, une élection partielle se tient à Ubenide ; Gabrissa Hartman en est élue députée. Elle n'est que la troisième femme dans l'histoire du pays à siéger au Parlement.
Fin avril 2019, Jaden Dogireiy, député d'Anabar/Ijuw/Anibare qui avait rejoint l'Opposition, est condamné à treize mois de prison pour agression, et perd son siège. Ludwig Scotty lui succède en remportant l'élection partielle qui en résulte le 30 mai.